# Goooo!
Goooo! – remiks album rapera Tedego oraz producenta muzycznego Młody Grzech. Wydawnictwo ukazało się 25 lipca 2016 roku nakładem wytwórni muzycznej Wielkie Joł. Album był dostępny za darmo podczas imprezy urodzinowej z okazji 40 urodzin Tedego.

## Lista utworów
1. „Intro" – 0:53
2. "CMRT" – 4:18
3. „Ej Ziomek” – 4:22
4. „Xenon" – 2:53
5. „Vanilalalahajs” – 3:50
6. „Nie Banglasz” – 3:05
7. „Martwe Ziomki” – 3:38
8. „John Rambo” – 3:52
9. „Feat." – 4:15
10. „KEPTN'” – 3:20
11. Michael Kors (gościnnie: Abel) – 3:40
12. Hot16Challenge – 3:23
13. Pażałsta – 2:42
14. Wyje Wyje Bane – 3:34
15. Ostatnia Noc – 3:30
16. WWA Żegna – 2:10